# البنك المركزي النيبالي
البنك المركزي النيبالي هو المصرف المركزي في النيبال والمسؤول عن إصدار الروبية النيبالية، وهو هيئة إشرافية وتنظيمية لجميع البنوك التجارية والبنوك التنموية وشركات التمويل ومؤسسات التمويل الأصغر.